# فرناندو مارسال
فرناندو مارسال (انگلیسی: Fernando Marçal؛ زادهٔ ۱۹ فوریهٔ ۱۹۸۹) بازیکن فوتبال اهل برزیل است که در پست مدافع بازی می‌کند.
از باشگاه‌هایی که در آن بازی کرده‌است می‌توان به باشگاه ورزشی ناسیونال، باشگاه فوتبال ولورهمپتون واندررز، باشگاه فوتبال گنگام، باشگاه فوتبال المپیک لیون، باشگاه فوتبال غازی عینتاب‌اسپور، و باشگاه فوتبال بنفیکا اشاره کرد.